# 眼斑擬盔魚
眼斑擬盔魚（学名：Pseudocoris ocellata），又名側斑擬盔魚、側斑擬鸚鯛、黃彩龍、汕冷仔，为輻鰭魚綱鱸形目隆頭魚亞目隆頭魚科擬盔魚屬下的一个种，分布於西北太平洋的台灣海域，棲息深度4-15公尺，體長可達11.1公分，棲息在臨海礁坡，生活習性不明。